# Paraclinus walkeri
Paraclinus walkeri är en fiskart som beskrevs av Hubbs 1952. Paraclinus walkeri ingår i släktet Paraclinus och familjen Labrisomidae. IUCN kategoriserar arten globalt som akut hotad. Inga underarter finns listade i Catalogue of Life.